# BMPT
Pour les articles homonymes, voir BMPT (véhicule militaire).
BMPT, ou B.M.P.T., est le nom qui a été donné par un critique d'art à un groupe de quatre artistes : Daniel Buren, Olivier Mosset, Michel Parmentier et Niele Toroni, en 1967. Ces artistes se sont toujours manifestés sous leurs noms propres et jamais sous le nom de BMPT. Lorsqu'ils se manifestaient ensemble, ils signaient leurs actions de leurs quatre noms : « BUREN, MOSSET, PARMENTIER, TORONI ».
Entre 1967 et 1968, pendant une courte période d'une année, eurent lieu cinq « Manifestations » numérotées de 0 à 4. Les artistes arrêteront leur action communes avant la « Manifestation 5 ».

## Histoire

### Manifestation 1 et Manifestation 2
Elles ont pour cadre le XVIIIe Salon de la Jeune Peinture organisé au musée d'art moderne de la ville de Paris (Palais de Tokyo) : 
- La « Manifestation 1 » consiste en l'acceptation par Buren, Mosset, Partmentier et Toroni d'y participer et de voir ses toiles accrochées le 3 janvier 1967.
- La « Manifestation 2 » a lieu le même jour vers 18 heures, avec le décrochage[2] de leurs œuvres par les membres du groupe et leur départ « avec ostentation » du Salon.

### Manifestation 3
Considérée comme la plus représentative de l'action du groupe, la « Manifestation 3 » a pour cadre le musée des arts décoratifs de Paris, en juin 1967.

## Principes
Dans leurs peintures, les artistes Buren, Mosset, Parmentier et Toroni, marquent le refus de communiquer le moindre message et s'abstiennent de toute émotion.
Il revendique une répétition de  motifs choisis :
- Daniel Buren : sur des toiles de store du commerce de 2,50 m × 2,50 m, rayées verticalement blanc/couleur, Buren recouvre de blanc les deux bandes extrêmes de la toile.
- Olivier Mosset : sur des toiles blanches de 2,50 m × 2,50 m, Mosset peint, au centre, un cercle noir (diamètre intérieur : 4,5 cm, diamètre extérieur : 7,8 cm).
- Michel Parmentier : sur des toiles blanches de 2,50 m × 2,50 m, Parmentier peint à la bombe des bandes horizontales, alternées gris et blanc, le blanc (en réserve) étant obtenu par le pliage horizontal de la toile avant qu'elle ne soit peinte.
- Niele Toroni : sur des toiles blanches de 2,50 m × 2,50 m, Toroni applique des empreintes de pinceau no 50 à intervalles réguliers de 30 cm sur toute la surface[3].

## Réactions
En janvier 1967, lors du XVIIIe Salon de la Jeune Peinture, Michel Troche déclare dans l'avant-propos du catalogue :

« Je me félicite de plus en plus qu'une bande de "voyous" terrorise le Salon de la Jeune Peinture. »

Michel Claura affirme dans le catalogue de la Ve Biennale de Paris (29 septembre - 5 novembre 1967) au musée d'art moderne de la Ville de Paris :

« Buren, Mosset, Parmentier, Toroni, c'est l'abandon délibéré de la sensibilité qui a toujours été l'élément moteur et la force d'attraction de l'œuvre d'art. Toutes les toiles de Buren — et il en est de même pour celles de Mosset, pour celles de Parmentier, pour celles de Toroni — sont identiques. Il n'y a plus de notion de perfectibilité. On chercherait vainement l'illusion qu'ils nous proposent. Une peinture aussi "réduite" n'est ni le tout ni le rien. Ni réconfort ni malaise ne sont à quêter dans leur peinture. Il n'y a pas de communication. Le spectateur est laissé seul avec lui-même. Le contact avec l'œuvre d'art a perdu sa "qualité" principale : sa propriété émolliente. […] La peinture de Buren, Mosset, Parmentier, Toroni ne fait qu'exister. »